# ダーティペア
『ダーティペア』（DIRTY PAIR）は、高千穂遙によるSF小説シリーズ、及びそのアニメ化作品。

## 紹介
『S-Fマガジン』1979年2月号に最初の短編が掲載された。書籍版は1980年5月から2020年10月まで、早川書房（およびハヤカワ文庫）で刊行された。
『ダーティペアの大冒険』が第11回星雲賞日本短編部門賞を、『ダーティペアの大逆転』が第17回星雲賞日本長編部門賞を、各・受賞した。
22世紀の銀河系宇宙が本作の舞台となっている。銀河連合が「クラレッタ三重星事件」を教訓に設置したあらゆるトラブルに対処する専門機関、WWWA（スリー・ダブリュー・エー、World Welfare Works Association―世界福祉事業協会）に所属する犯罪トラブルコンサルタント（略して「トラコン」、以下同じ）“ラブリーエンゼル”、別名“ダーティペア”こと、ケイとユリが活躍するスペースオペラである。

## 登場人物
ケイ
本作の主人公の一人。“ウルフカット”の赤毛の情熱的な美女。目は二重まぶたで瞳はブラウン、肌は小麦色。白銀カラーのコスチュームを着ている。惑星ニオーギ出身。2121年11月27日生まれの19歳。身長171cm、体重57kg、スリーサイズは91・55・91のグラマラスなボディが自慢（アニメ版の第1話の情報では85・57・91）。バストはユリよりも大きいが、ボーイッシュな外見とおおざっぱな性格から男性の人気がユリに集中することを気にしている。男好きな性分で、物語に主要人物として登場する男性キャラクターに一目惚れしては様々な理由で玉砕するのが毎度のお約束的展開である。身体を動かすことが好きで、考えるより先に行動してしまうことも多い。大のギャンブル好きでもあり、休暇の時はカジノに入り浸っている。惑星メズイルの総合大学を16歳で卒業。大学卒業間近にユリと共にWWWAにスカウトされ、1年間の訓練後にトラコンとして任務に就く。血液型はA型。愛銃は大型の熱線銃（ヒートガン）。専用の宇宙船「ラブリーエンゼル」では主に兵器による射撃手を担当する。物語の語り手であり、各エピソードは常に彼女の視点から描写される。
ユリ
本作の主人公の一人。ケイの相棒。ロングストレートの黒髪(青髪)が自慢の一見フェミニンな外見とぶりっ子な性格だが、実は結構口が悪く、状況や相手次第で相当な毒舌・嫌みを吐く。ケイの言では世渡りがうまい。目は一重まぶたで瞳は紺色、肌は色白。コスチュームはケイと同じで、原作初期では色も同じだったが、後にサンシャインゴールドに変えている。惑星ヨーチャ出身で2122年3月18日生まれの19歳。身長168cm、体重55kg、上から88・54・90のサイズは十分グラマーと言える（アニメ版の第1話の情報では84・56・90）。血液型はA型。どちらかと言えば冷静な性格で、猪突型のケイをなだめる役割が多いが、実は気の短いところがあり時折暴走をみせる。惑星メズイルの大学ではケイと同じ講座の同じ研究グループに所属していた。愛銃は小型のブラスターまたはレイガン。特殊武装として、超硬度金属「テグノイド鋼」製の鋭いエッジをもつカードをイオノクラフトで飛翔させ、専用コントローラーによる操作で自在に対象を切り裂く「ブラッディカード」を愛用している。子供のころ、辺境の惑星マリーネに住んでいたことがあり、昔馴染みとは東北弁に近いマリーネ訛りで会話することもある。専用の宇宙船「ラブリーエンゼル」では主に操縦を担当する。腕は良いが荒っぽい操縦を見せる場合も多い。
ムギ
黒豹に良く似た異生物。完全な真空中でも生きていける一種の完全生命体で、前史文明が残した人造生物「クァール」である。個体数が少なく絶滅寸前となっているため、保護動物に指定されている。ラブリーエンゼルと行動を共にしている理由は「独裁者の遺産」にて描かれる。
人間並み、もしくはそれ以上の知性と数々の特殊能力を有し、背中の一対の吸盤付きの触手を用いて機械やコンピュータの操作が可能。耳の代わりに生えている巻きひげからはあらゆる波長の電磁波を送受信することができ、電子錠の解除やコンピュータへのハッキング、宇宙船ラブリーエンゼルの操縦まで難なくこなす。メカに弱い2人のためにメカニックも担当している。言葉を発することは無く、作中では猫のような鳴き声を出しているが人語は理解しており、第4作の「―大脱走」ではコンピュータのモニターに文字を打ち出すことで2人と会話をしている。力も強く、その爪で宇宙船の外板さえもずたずたに引き裂くことができる。人間を真っ二つにすることも容易いが、改造によって凶暴な性格を抑制されているため、飼い主の命令、ないし危機を救うために必要な場合以外は人間を襲うことは無い。弱点は、強力な電波を浴びせられることで酩酊状態に陥り、狂乱して周囲のもの全てを破壊する「電波中毒」。これはかなり有名で、作中でも何度か敵方に利用された他、これが原因で惑星破壊を引き起こしてしまったこともある。また、普通の食事は不要だがカリウムを栄養源としているため、通常は1日に1個、特製のカリウムカプセルを与える必要がある（必要とあれば長期に渡る絶食にも耐えられる）。
本作オリジナルのキャラクターではなく、A・E・ヴァン・ヴォークトの古典SF小説『宇宙船ビーグル号の冒険』に登場する同名の生物から引用されている。（後述）
ソラナカ
WWWAの部長で、ラブリーエンゼルの上司。事件は解決するが同時に毎回のように大被害をもたらす2人の存在に頭を抱えており、任務を命じるたびに嫌味を言っている。

## 用語
ダーティペア
正式なコードネームはラブリーエンゼルだが、事件を解決するごとに、舞台となった星に壊滅的な被害を出すため、誰もその名で呼ぼうとせず、ダーティペア（汚れ屋二人組）というあだ名で呼ばれる。ただし、そのほとんどは起きるべくして起きた不可抗力の損害か、放置すればさらに大きな損害の発生が予測されたものだったとされる。その証拠に、責任を問われたことは一度もなく、上司にきつい嫌味を言われるのみ。2人はそのあだ名で呼ばれることを非常に嫌い、特にケイは眉を逆立てて激怒する。
度重なる重大なトラブルにも拘らず彼女らがWWWAトラコンを続けていられるのは、学生時代に初体験した、2人がそろっている時に突如発現する超能力（千里眼）に負うところが大きい。これは透視能力と予知能力がミックスされたようなもので、事件の調査中に何の前触れもなしに2人の身体的接触をきっかけとして発現し、事件の断片的な情報を2人同時に見るというものである。
第5作「ダーティペアの大復活」にて、度重なる被害に業を煮やした上司から、ついに初の謹慎処分を受けるも、続く第6作「ダーティペアの大征服」にて、中央コンピュータの判断が“ラブリーエンゼルが適任”だったため、謹慎解除・任務復帰となった。
服装は銀色の編み上げブーツにホットパンツ、襟のあるノースリーブの丈の短いジャケットを着用しており露出度は高い。この衣装デザインは、映画『地獄の黙示録』に登場するプレイメイトの慰問シーンでの衣装をモデルとしている。地肌には「ポリマー」と記述される特殊耐熱透明ジェルを塗布しており、少々の衝撃やレーザーの擦過程度には耐えられるという。ただし直撃には耐え切れず、また、その都度熱で蒸発するため、数発で役に立たなくなる。シャワーを浴びる等で全裸になる時は専用の耐熱ジェル除去クリームで剥がし落とす。

## 備考

### 他作品とのつながり
本作と同じく安彦良和が挿絵を担当している『クラッシャージョウ』シリーズはダーティペアシリーズと世界観を共有しており、本作の約20年後が『クラッシャージョウ』に繋がっていく。最初に登場するのは映画『クラッシャージョウ』作中のドライブインシアターで上映されている『ダーティペアの大冒険』と思われる映画。また、外伝『ドルロイの嵐』にて、ジョウの父ダンが率いるチームがダーティペアと共闘するエピソードが描かれており、同作をケイの視点から見た物語が『ダーティペアの大乱戦』となる。
その他、本作のケイと、後にクラッシャーダンのチームのバードと結婚する「ケイ」が同一人物という説がある。ダーティペアのケイの出身星とバードの妻が死んだ星が同じであること、バードはタロスと彼女を奪い合ったことになっており、『ドルロイの嵐』ではケイとタロスがケンカをしつつも悪くない雰囲気であったこと、などが傍証として挙げられているが、その一方で『ドルロイの嵐』に同名の連合宇宙軍の若い女性軍人がチラリと登場しているので、真偽は不明である。なお、クラッシャーシリーズにおけるケイの父親は連合宇宙軍の関係者らしいが、本作のケイの肉親については特に語られていない。
『神拳 李酔竜』シリーズの主人公、李酔竜は『大乱戦』に収録の短編『そして誰もしなくなった』に登場のゲストキャラクターのスピンオフ。彼も2人と同じくWWWAの犯罪トラコンで世界観・時代設定も共通であるが、頭痛の種であるラブリーエンジェルと違いWWWAのトップエースである。
『運び屋サム』シリーズは、上記作品群と同じ世界のはるか未来の話らしく、昔話として連合宇宙軍の名前が出たことがある。

### キャラクターの由来
作者の高千穂はプロレス愛好者であり、主人公2人のあだ名「ダーティペア」は、女子プロレスで一世を風靡したタッグチームのビューティ・ペアから着想されている。また2人の属する作中組織"WWWA"（World Welfare Works Association）は、同じく女子プロレスのWWWA（World Women's Wrestling Association）から名前が取られている。
ケイのモデルは当時スタジオぬえ所属だった少女漫画家、瑞原芽理（みずはら めり）で、飼い猫の名前はムギである。ユリのモデルはスタジオぬえの事務員、秋津由利（あきつ ゆり）である。高千穂が来日したSF作家A・バートラム・チャンドラーを全日本女子プロレスの試合に連れて行った際、この2人も同行しており、高千穂が「リングの上にいるのはビューティ・ペア。隣にいるのはダーティペア」とジョークを言うとチャンドラーが大うけしたため、「ダーティペア」というネーミングが決まった。『クラッシャージョウ』の映画に登場するダーティペアは、モデルとなったこの2人が声を担当している。なお、瑞原は「め・ざ・め・てMiC!」（朝日ソノラマ）、「いつもあなたを夢みてる」（学研レモン文庫）「マンガ　OLの最新常識&タブー集」（主婦と生活社）の3作で絵を担当し、その後スタジオぬえ所属の脚本家森田繁と結婚している。
クァールはもともとA・E・ヴァン・ヴォークトの古典SF小説『宇宙船ビーグル号の冒険』の第一話「Black Destroyer」に登場する超生物に由来し、小説中にその旨が明記されている。ただしクァールは耳が巻きひげ状になっており、他の生物を襲って殺し、細胞原形質からカリウムを吸収する。なお、同作の日本語訳でのクァールの表記には揺れがあり、早川書房版『ビーグル号』では「クァール」だが創元文庫版などでは「ケアル」と表記されている。また、原作で2人が着用する「メタライト合金製の透明宇宙服」も同作が出典である。

### 新スタートレック
新スタートレック第47話「限りなき戦い」（原題 "Peak Performance"）において「ケイ」と「ユリ」の名はブラスロタ星系内にある惑星の名前として、「ラブリーエンゼル」という名前も作戦名として使用されている。
新スタートレック第70話「究極のコレクション」(原題 "The Most Toys")において「ケイ」と「ユリ」のカタカナ文字がデータが脱出を試みるシーンの床の模様として使用されている。
新スタートレック第135話「機械じかけの小さな生命」（原題 "The Quality of Life"）に登場するエクソコンプ（exocomp）という機械のデザインは、テレビアニメ版ダーティペアに出てくるロボットのナンモに基づいている。

## 既刊一覧

### 小説
シリーズ・オリジナル版（全9巻）は、『ダーティペアの大冒険』のみ、ハヤカワ文庫（早川書房）と角川文庫（角川書店）での刊行で、『ダーティペアの大逆転』以降は、全て早川書房で単行本が先行刊行され、ハヤカワ文庫で新装再刊された。
- 『ダーティペアの大冒険』ハヤカワ文庫、1980年5月31日発行、ISBN 4-15-030121-2
  - 角川文庫、1983年8月25日初版発行、ISBN 4-04-154401-7
- 『ダーティペアの大逆転』早川書房（以下略）、1985年7月15日発行、ISBN 4-15-203292-8
  - ハヤカワ文庫（以下略）、1988年4月15日発行、ISBN 4-15-030262-6
- 『ダーティペアの大乱戦』1987年3月15日発行、ISBN 4-15-203325-8
  - 文庫版、1989年8月15日発行、ISBN 4-15-030300-2
- 『ダーティペアの大脱走』1993年3月31日発行、ISBN 4-15-203325-8
  - 文庫版、1995年7月15日発行、ISBN 4-15-030519-6
- 『ダーティペア 独裁者の遺産』1998年8月31日初版発行、ISBN 4-15-208181-3。ルーキー時代のエピソード（外伝）
  - 文庫版、2001年1月31日発行、ISBN 4-15-030655-9
- 『ダーティペアの大復活』2004年8月15日発行、ISBN 4-15-208584-3
  - 文庫版、2007年1月31日発行、ISBN 978-4-15-030876-6
- 『ダーティペアの大征服』2006年4月30日発行、ISBN 4-15-208724-2
  - 文庫版、2008年4月25日発行、ISBN 978-4-15-030921-3
- 『ダーティペアの大帝国』2007年10月発行、ISBN 978-4-15-208870-3
  - 文庫版、2010年3月25日発行、ISBN 978-4-15-030991-6
- 『ダーティペアの大跳躍』2018年12月15日発行、ISBN 978-4-15-209822-1
  - 文庫版、2020年10月発行、ISBN 978-4-15-031450-7

#### その他
- 『ドルロイの嵐 クラッシャージョウ外伝』朝日ソノラマ〈ソノラマ文庫〉、1986年12月発行、ISBN 4-257-76363-9。イラストは各・安彦良和
『ダーティペアの大乱戦』を、クラッシャー側から三人称視点描写で展開している。新版では本文に修正が施された。
  - 改訂「― クラッシャージョウ別巻2」ソノラマ文庫、2003年3月発行、ISBN 4-257-77001-5
    - 新装・ハヤカワ文庫、2013年6月発行、ISBN 978-4-15-031117-9。朝日ソノラマ解散による移行

- 「ダーティペアの大殊勲」
WWWAのトラコン養成所の最終試験での出来事を描いた超短編。
『ダーティペアの大盛況 DVD-BOX』（2006年11月 VAP VPBY-12970）同封のブックレットに収録

### 画集
- 高千穂遙 原著、安彦良和 イラスト『ダーティペア ARTWORKS』玄光社、2025年7月発行、ISBN 978-4-7683-3047-0。小説イラスト集

## アニメ
テレビアニメが1985年7月から12月まで放送された。その後も複数のOVA作品や劇場アニメが制作された。

## 漫画版
テレビアニメとのタイアップで、池田一成の手により月刊少年マガジンに1985年6月から同年11月号まで、全3話（計6本）が連載された。しかしながら単行本化はされていない。
たまきひさおによる漫画版『ダーティペアの大冒険』が、徳間書店「月刊COMICリュウ」にて、2010年5月号より2011年7月号まで連載。作者独自にエロチックにアレンジしているが、基本ストーリーは原作通りの展開である。
1. リュウコミックス 2010年10月13日刊、ISBN 978-4-19-950206-4
2. リュウコミックス 2011年8月1日刊行、ISBN 978-4-19-950254-5

第1巻「ダーティペアの大冒険」と「赤方偏移の鏡（目次より）or赤方偏移の魔女（本文題名より）」より。
帯に書かれた高千穂遙の推薦の言葉は「はじめての『大冒険』の漫画化。ぜひ読んでいただきたい。感慨深いものがあるなあ。」
第2巻は「田舎者殺人事件」より。
帯に書かれた安彦良和の推薦の言葉は「いいねえ。新しいねえ、エロいねえ…。オールド・ファンの方にもお勧めです。是非どうぞ!!」

## ファミコン用ゲームソフト プロジェクトエデン
1987年3月28日に発売された、ファミリーコンピュータ ディスクシステム用ゲームソフト。発売元はバンダイ。定価3300円。
ストーリーやキャラクターは同時期公開の劇場版を基にしている。プレイヤー1はユリを操作し、2人同時プレイ時はプレイヤー2がケイを操作する。1人プレイ時、ケイはパワーアップアイテム「エアカー」に最初から乗車しており、プレイヤーの攻撃に合わせて援護射撃してくれる。
全4ステージ構成。ステージ1・3は強制横スクロールのアクションシューティング面。押し寄せるサディンガを撃ちつつ、ステージの終端まで辿り着けばクリア。ステージ2・4は屋内探索型アクション面。多層フロア間を上下左右に移動しながら8枚の情報ディスクを回収し、ゴール地点に辿り着けばクリア。
マルチエンディング採用との触れ込みだが、ゲームプレイ中に満たした条件によりオールクリア後のグーリー主任のセリフが変化する程度である。

## ゲームブック ヴァッサーインゼルの大追跡
1987年3月に富士見ドラゴンブック (富士見書房) から刊行されたパラグラフ選択式のゲームブック、執筆は聖エルザクルセイダーズの松枝蔵人が行っており、イラストは美少女漫画家の計奈恵が担当している。
TV版の放送後ではあるが、当時としては珍しく、設定は全て原作に準じている。

## 『ダーティペア』×『アリス・ギア・アイギス』
ゲーム『アリス・ギア・アイギス（アリスギア）』と『ダーティペア』のコラボが発表され、2022年11月29日から12月26日にかけて、コラボイベント「銀河の相棒〈ペア〉に栄光あれッ！ ～可憐な乙女と隊長が大活躍！！～」を開催。スマートフォンとPCで配信された。土器手司がイラストを描き下ろし、ゲームの中でケイとユリの声を演じた頓宮恭子と島津冴子が、特設サイトでコメントを発表。コラボ用のPVも制作された。

## ソノラマカセットスペシャル（カセット文庫）
ダーティペアの大冒険（1990年7月 朝日ソノラマ）ISBN 4-25-720204-1
ダーティペアの大冒険2（田舎者殺人事件）（1991年9月 朝日ソノラマ）ISBN 4-25-720206-8

### 声の出演
- ケイ：頓宮恭子
- ユリ：島津冴子
- ムギ：巻島直樹

## FMサウンドシネマ
ダーティペアを原案としたラジオドラマ
毎週日曜日24:30-25:00fm-osaka『イトクボのパーティー・ロード』内のFMサウンドシネマにて放送。放送から2週間遅れでインターネット配信される。
- 更新日：毎週月曜日
- 番組時間：約10分

### ラブリーエンゼル ユリ&ケイ
全24話
- 放送期間：2006年10月1日-2007年4月1日
- 配信期間：2006年10月16日-2007年4月2日（#12は2007年1月4日配信。#13は2007年1月15日から配信再開。）

#### スタッフ
- 脚本 - 時村尚
- 音楽 - 茂村泰彦
- 音響監督 - 小林克良
- 監督 - 長崎行男
- 挿入歌 - イトクボ
- 製作 - GUNBOY

#### 声の出演（ラブリーエンゼル ユリ&ケイ）
- ユリ - 堀江由衣
- ケイ - 皆川純子

### ダーティペア91
「91」はくのいちと読む。織田信長と羽柴秀吉によって天下統一がなされてから200年が経った1791年、徳川家、伊達家の怨念や彼らと結び、征服を狙う海外勢力に立ち向かい首都安土防衛の要に抜擢された忍術学校の不良生徒ユリとケイの活躍。
- 放送期間：2007年10月7日-
- 配信期間：2007年10月22日-

#### スタッフ（ダーティペア91）
- 原作・脚本 - 高千穂遙
- 音楽 - 根岸貴幸
- 音響監督 - 小林克良
- 製作 - ビースタック

#### キャスト
- ユリ - 堀江由衣
- ケイ - 皆川純子
- 平賀源内 - 稲葉実
- 東洲斎写楽 - 石田彰
- 杉田玄白 - 塚田正昭
- ムギ - 巻島直樹
- ターナー - 阿部敦
- エチェバリア牧師 - 中多和宏

- 織田信斉 - 藤田圭宣
- 羽柴秀克 - 池水通洋
- 羽柴秀闇 - 大木民夫
- ブリヤ・サヴァラン - 井上和彦
- ガルシア牧師 - 一条和矢
- 鴻池善右衛門 - 納谷六朗
- 紀伊國屋文佐衛門 - 秋元羊介

#### サブタイトル
第1部
第1話 忍力発動?いきなり大破壊!
第2話 お尋ね者?なんでうちらがダーティペア?
第3話 うっそぉ!鰻のおっちゃんが校長先生?
第4話 ムギ大活躍!燃えさかる大聖堂
第5話 魔鉄人現る!安土城の戦い
第6話 ありえない!退学処分になっちゃうの?
『大名古屋寛政美食試合』篇
第1話 ついにきた!尾張名古屋は食と芸術
第2話 制御不能!これがうちらのスーパー忍力
第3話 ぶっ倒す!紀文大尽、敵じゃない
第4話 もちろん優勝!美食対決『超絶の献立』
第5話 決勝突入!舞台は清洲、巨大戦艦
第6話 海賊襲来?名古屋港は大炎上

## アメコミ版
「マンガ・スタイル」のアメコミ作家・アダム・ウォーレン（Adam Warren）によるアメコミ版（基本コンセプトは引き継いでいるが、作風は「日本のポップカルチャー等の影響がところどころに見られるアメコミ」といったものになっている。日本のアニメ版等との権利調整といった理由もある）"The Dirty Pair" シリーズが描かれ、ダークホースコミックスから出版されている。
- Biohazards （ペーパーバック 1988-1989 合本 1989 新版1998）
- Dangerous Acquaintances （ペーパーバック 1989-1990 合本 1991 新版1997)）
- A Plague of Angels （ペーパーバック1990-1991 合本 1994）
- Sim Hell （ペーパーバック1993 彩色改訂版 2001 合本 1994 彩色改定合本 2002)
- Fatal but not Serious （ペーパーバック 1995 合本 1996)
- Start the Violence （ペーパーバック 1998 合本 1999)
- Run from the Future （ペーパーバック 2000 合本 2002)

他に英国版がen:Manga Entertainmentから2巻ほど出たことがある。

## パチンコ
2002年に藤商事からパチンコ台、CRダーティペアがリリースされ、全国のパチンコ店に設置されていた。R、V、Fの3つのスペックがあった。